# Romeinse gewichtsmaten

## Massa
Romeinse gewichten waren gebaseerd op de libra en het twaalfde deel daarvan de uncia (twaalfde).
De eerste tabel geeft de onderverdeling van de libra:
| Naam                  | Gewicht | Gewicht | Gewicht |
| Naam                  | libra   | uncia   | gram    |
| --------------------- | ------- | ------- | ------- |
| uncia                 | 1/12    | 1       | 27,92   |
| sescuncia of sescunx  | 1/8     | 3/2     | 41,88   |
| sextans               | 1/6     | 2       | 55,84   |
| quadrans of teruncius | 1/4     | 3       | 83,75   |
| triens                | 1/3     | 4       | 111,67  |
| quincunx              | 5/12    | 5       | 139,59  |
| semis of semissis     | 1/2     | 6       | 167,51  |
| septunx               | 7/12    | 7       | 195,43  |
| bes of besis          | 2/3     | 8       | 223,34  |
| dodrans               | 3/4     | 9       | 251,26  |
| dextrans              | 5/6     | 10      | 279,18  |
| deunx                 | 11/12   | 11      | 307,10  |
| libra of as           | 1       | 12      | 335,02  |
De tweede tabel geeft de onderverdeling van de uncia.
| Naam        | Gewicht | Gewicht |
| Naam        | uncia   | gram    |
| ----------- | ------- | ------- |
| siliqua     | 1/144   | 0,19    |
| obolus      | 1/48    | 0,57    |
| scrupulum   | 1/24    | 1,14    |
| semisextula | 1/12    | 2,27    |
| sextula     | 1/6     | 4,54    |
| sicilicus   | 1/4     | 6,82    |
| duella      | 1/3     | 9,09    |
| semiuncia   | 1/2     | 13,96   |
| uncia       | 1       | 27,92   |